# ЛТИ (футбольный клуб)
ЛТИ — советский футбольный клуб Технологического института имени Ленсовета из Ленинграда.

## История
В 1927 году команда стала чемпионом Ленинграда среди вузов.
В 1957 году по итогам сезона команда, называвшаяся «Буревестник», заняла 15-е место в Чемпионате СССР по футболу класса «Б» в 1-й зоне. В Кубке СССР 1957 года в 1/64 финала (1-я зона. 1/2 финала) проиграла «Красному знамени» из Иваново со счётом 0:2.
В 1958 году команда «Буревестник» стала называется ЛТИ имени Ленсовета.
В 3-й зоне турнира класса «Б» 1958 года занял последнее 16-е место, в Кубке СССР 1958 года потерпел поражение в 1/256 финала (3 зона. 1/8 финала) от «Колхозника» из Ровно со счётом 1:2. Гол у ЛТИ забил Плюхин Алексей.
В первенстве 1958 года команда выступала в составе: Валентин Обрезков, Владимир Фарыкин — Эдуард Абрикосов, Евгений Новожилов, Виктор Спиридонов, Геннадий Тихомиров — Владимир Николенков, Н. Ротмистров, Фёдор Шестаков — Г. Бабаев, Анатолий Васильев, Валентин Гусев, Геннадий Ермаков, Борис Мышенков, Евгений Никитин, В. Панкратьев, Сергей Согомонянц, Виктор Смирнов. Тренер — Виктор Смагин.
В 1959 году в чемпионате СССР класса «Б» вместо ЛТИ выступил ленинградский «Спартак».
Команда принимала участие в чемпионате РСФСР по футболу среди команд КФК в 1959 году.
В 1960 и 1961 годах ФК ЛТИ принимал участие в первенстве ЦС «Буревестника».
В 1961 году команда Технологического института впервые вышла в финал Кубка Ленинграда, где уступила сильной команде ГОМЗ со счётом 0:2.
В этом же году ФК ЛТИ выиграл чемпионат и кубок среди ВУЗов Ленинграда.
В 1962 года команда представляла Ленинград на 3-х Всесоюзных летних студенческих играх.

## Достижения
- В первой лиге — 15-е место (в зональном турнире класса «Б» 1957 года)
- В Кубке СССР — поражение в 1/64 финала (1936)
- Финалист Кубка Ленинграда: 1961
- Чемпион ВУЗов Ленинграда (6 раза): 1927, 1954, 1961, 1962, 1964, 1967
- Бронзовый призёр чемпионата ВУЗов Ленинграда (1 раз): 1974
- Кубок ВУЗов Ленинграда (10 раз): 1955, 1960, 1961, 1964, 1965, 1966, 1968, 1969, 1970, 1971
- Финалист Кубка ВУЗов Ленинграда (3 раза): 1952, 1953, 1958
- Всесоюзные студенческие игры (1 раз): 1962
- Чемпионат СССР среди ВУЗов (1 раз): 1966
- Серебряный призёр чемпионата СССР среди ВУЗов (1 раз): 1967
- Кубок Фрунзенского района (3 раза); 1957, 1958, 1959
- Чемпионат по зимнему футболу среди ВУЗов Ленинграда (1 раз): 1973 (3 группа)
- Зимний Кубок ВУЗов Ленинграда (1 раз): 1960
- Зимний чемпионат на приз стадиона имени С. М. Кирова (1 раз): 1979 (2 группа), также был получен спортивный кубок "За спортивное мастерство"

## Известные тренеры
- Бутусов, Павел Павлович
- Гостев, Георгий Фёдорович
- Смагин, Виктор Петрович

## Известные игроки
- Васильев, Анатолий Николаевич.
- Морозов, Олег Андреевич.
- Асин, Роман Алексеевич
- Спиридонов, Виктор Алексеевич
- Фарыкин, Владимир Петрович
- Смирнов, Николай Петрович
- Гусев, Валентин Никитович
- Смирнов, Виктор Иванович
- Согомонянц, Сергей Авакович
- Шестаков, Фёдор Ильич
- Гусев, Владислав Алексеевич
- Кислов, Борис Васильевич
- Тихомиров, Геннадий Александрович
- Обрезков Валентин Дмитриевич